# ویلیام پرینس (هنرپیشه)
ویلیام پرینس (انگلیسی: William Prince; ۲۶ ژانویهٔ ۱۹۱۳ – ۸ اکتبر ۱۹۹۶) یک بازیگر سینما، و هنرپیشه اهل ایالات متحده آمریکا بود.

## گزیده فیلمشناسی
از فیلم‌ها یا برنامه‌های تلویزیونی که وی در آن نقش داشته‌است می‌توان به آثار زیر اشاره کرد.
- ناوبری کور (فیلم) (۱۹۴۷)
- سیرانو دو برژراک (فیلم ۱۹۵۰) (۱۹۵۰)
- پادشاه خانه‌به‌دوش (۱۹۵۶)
- توطئه خانوادگی (۱۹۷۶)
- شبکه (فیلم ۱۹۷۶) (۱۹۷۶)
- قطار هوایی (فیلم ۱۹۷۷) (۱۹۷۷)
- دستکش آهنی (فیلم) (۱۹۷۷)
- تعهد (فیلم ۱۹۷۹) (۱۹۷۹)
- برانکو بیلی (۱۹۸۰)
- تب هیجانی شدید (۱۹۸۵)
- ترور (فیلم ۱۹۸۷) (۱۹۸۷)
- دیوانه (۱۹۸۷)
- برعکس (۱۹۸۸)
- احتراق خودبخود (فیلم) (۱۹۹۰)
- مقاله (فیلم ۱۹۹۴) (۱۹۹۴)